# Cửa khẩu Tịnh Biên
Cửa khẩu quốc tế Tịnh Biên là cửa khẩu quốc tế đường bộ tại vùng đất phường Tịnh Biên, tỉnh An Giang, Việt Nam .
Cửa khẩu quốc tế Tịnh Biên thông thương với cửa khẩu quốc tế Phnom Den ở huyện Kiri Vong tỉnh Takéo, Campuchia  10°36′10″B 104°55′43″Đ / 10,602825°B 104,928479°Đ.
Cửa khẩu quốc tế Tịnh Biên ở cuối quốc lộ 91.